# خوسيه لويس سانشيز
خوسيه لويس سانشيز (بالإسبانية: José Luis Sánchez)‏ (26 مايو 1974 ببوينس آيرس في الأرجنتين - 8 يناير 2006 ببوينس آيرس في الأرجنتين) هو لاعب كرة قدم أرجنتيني في مركز الوسط. لعب مع بانفيلد وبيلا فيستا وClub El Porvenir ‏ وديبورتيفو لافيريري ‏.

## وصلات خارجية
- خوسيه لويس سانشيز على موقع قاعدة بيانات كرة القدم.إي يو (الإنجليزية)